# Verongiida
Verongiida is een orde van sponsdieren uit de klasse van de Demospongiae (gewone sponzen).

## Families
- Aplysinellidae Bergquist, 1980
- Aplysinidae Carter, 1875
- Ianthellidae Hyatt, 1875
- Pseudoceratinidae Carter, 1885